# Shira Haas
Shira Haas (hebreu: שירה האס‎; 11 de maig de 1995) és una actriu israeliana.
Va néixer a Hod ha-Xaron, Israel, en una família jueva. Els seus pares, ambdós sabres, són d'origen polonès, hongarès i txec. El seu avi, un supervivent de l'Holocaust, havia estat empresonat al camp de concentració d'Auschwitz durant la Segona Guerra Mundial.
Haas es va formar a una escola d'arts de Givatayim, als afores de Tel-Aviv. El 2014 va guanyar el premi de millor actriu al Festival Internacional de Cinema de Jerusalem per la pel·lícula Princess. El 2019, Haas va ser seleccionada per al paper protagonista a la minisèrie de Netflix Unorthodox, estrenada el març de 2020. Per al paper, va aprendre l'ídix i participà en els ritus hassídics satmar.

## Filmografia seleccionada

### Pel·lícules
| Any  | Títol                       | Paper   | Notes         |
| ---- | --------------------------- | ------- | ------------- |
| 2015 | Princess                    | Adar    |               |
| 2015 | A Tale of Love and Darkness | Kira    |               |
| 2017 | Foxtrot                     | Alma    |               |
| 2017 | The Zookeeper's Wife        | Urszula |               |
| 2018 | Mary Magdalene              | Leah    |               |
| 2018 | Broken Mirrors              | Ariela  |               |
| 2018 | Noble Savage                | Anna    |               |
| 2019 | Esau                        | Leah    | Postproducció |

### Televisió
| Any       | Títol             | Paper          | Notes |
| --------- | ----------------- | -------------- | ----- |
| 2013–2016 | Shtisel           | Ruchami Weiss  |       |
| 2015      | Hazoref           | Sofi           |       |
| 2016      | Ikaron HaHachlafa | Salame         |       |
| 2017      | The Harem         | Tamar          |       |
| 2018      | The Conductor     | Odi            |       |
| 2020      | Unorthodox        | Esther Shapiro |       |